# Ingrid Chauvin
Ingrid Chauvin (Argenteuil, 3 ottobre 1973) è un'attrice francese.

## Biografia
Fra i suoi lavori spiccano Méditerranée, Femmes de loi (conosciuto in Italia con il nome Il giudice e il commissario) e Dolmen. Nel 2006 partecipa al film TV Prova d'amore (Chassé croisé amoureux). Dal 2017 recita nella soap opera Tomorrow Is Ours - Il domani è nostro.